# Franca Magnani
Franca Magnani (Roma, 1º luglio 1925 – Roma, 28 ottobre 1996) è stata una giornalista italiana.

## Biografia
Fu la prima corrispondente dall'estero della televisione tedesca; collaborò con giornali in Germania e Svizzera e pubblicò alcuni libri in italiano e in tedesco.
Era figlia di Fernando Schiavetti, uomo politico, direttore del giornale La Voce Repubblicana; nel 1926 la famiglia fuggì in Francia a causa della persecuzione fascista e si stabilì a Marsiglia. Franca Schiavetti rimase fino al 1928 in Italia presso i nonni. Nel 1932 la famiglia emigrò a Zurigo, dove Franca imparò il tedesco.
Nel periodo vissuto a Marsiglia, i genitori ebbero stretti rapporti con molti esuli antifascisti, in primo luogo Sandro Pertini. Anche a Zurigo, la famiglia frequentò i fuorusciti e i lavoratori emigrati, partecipando attivamente a diverse iniziative di assistenza e di istruzione a loro favore.
Nel 1944 Franca Schiavetti sposò un giornalista svizzero, Arnold Kunzli, col quale si trasferì in Italia, poi a Londra e nel 1949 a Bonn. Separatasi dal marito, cominciò a lavorare come giornalista a Zurigo per la rivista Annabelle; nel 1953, una volta ottenuto il divorzio, sposò Valdo Magnani, che aveva conosciuto alcuni anni prima. La famiglia Schiavetti osteggiò a lungo l'unione per ragioni politiche, legate alla posizione aspramente polemica assunta da Valdo Magnani verso il Partito Comunista Italiano, da cui era uscito con clamore nel 1951.
Franca Magnani, stabilitasi a Roma col marito (dal quale ebbe due figli), interruppe per alcuni anni il lavoro di giornalista. Nel 1964 divenne la prima corrispondente dall'estero della televisione tedesca, lavorando nella sede romana della rete ARD. Rapidamente divenne una beniamina del pubblico tedesco, al quale fece conoscere figure, ambienti, problemi e caratteristiche della società e della cultura italiana.
Assertrice dei diritti delle donne, Franca Magnani era orientata politicamente a sinistra. All'inizio degli anni '80 organizzò nel suo appartamento un incontro tra Willy Brandt (ex-cancelliere socialdemocratico della Repubblica Federale Tedesca) ed Enrico Berlinguer, segretario del PCI. Nel 1977 un conflitto col nuovo direttore della sede, il giornalista bavarese Wolf Feller, sfociò in un processo, che Franca Magnani alla fine vinse.
Morì a 71 anni per un tumore.

## Riconoscimenti
Ricevette l'Ordine al merito di Germania e il premio Fritz Sänger "per un giornalismo coraggioso", nonché il premio "Roma Regione" per il film televisivo "Gli Etruschi".

## Opere
In italiano:
- Viaggio di un presidente, SugarCo, Milano 1980
- Una famiglia italiana, Feltrinelli, Milano 1991
- Ciao Bella!, Aliberti editore, Reggio Emilia 2004

In tedesco:
- Italienische Wirtschaftsplanung, 1962
- Umbrien und Toskana, 1980
- Das Mittelmeer, 1981
- Eine italienische Familie, 1997
- Rom, 1998
- Wer sich erinnert lebt zweimal, 2000
- Ciao Bella!, 2002